# كيني هيليارد
كيني هيليارد (بالإنجليزية: Kenny Hilliard)‏ هو لاعب كرة قدم أمريكية أمريكي، ولد في 31 أكتوبر 1991 في باترسون في الولايات المتحدة.

## وصلات خارجية
- كيني هيليارد على موقع مرجع كرة القدم المحترفة.كوم (الإنجليزية)